# Симон (цар Імереті)
Симон (груз. სიმონი, ?—1701) — цар Імереті. Царював з 1699 до 1701 року. Позашлюбний син царя Олександра IV.

## Життєпис
Після загибелі батька царевич Симон виховувався при дворі картлійського царя Іраклія I. 1698 року турецький султан наказав ахалциському паші Саліму вигнати з Імеретії царя Арчіла. Симона відрядили до Ахалцихе. 1699 Селім-паша з турецьким військом вступив до Імереті. Багато хто зі знатних імеретинських вельмож перейшов від Арчіла на бік Симона.
Селім-паша зайняв Кутаїсі та посадив Симона на царський престол в Імереті, а сам повернувся до Ахалцихе. Новий цар Симон одружився з Анікою, дочкою Георгія Абашидзе. Невдовзі він посварився з царицею Тамарою. Проте багато імеретинців зберігали відданість своїй цариці. Симон був змушений утекти до Картлі, а в Імереті почав правити Георгій Абашидзе.
Гурійський князь Мамія Гурієлі вирішив посадити на царський престол Симона. На вимогу паші картлійський цар Іраклій I (Назаралі-хан) відрядив царевича Симона до Ахалцихе. Звідти Симон прибув до Гурії. Мамія Гурієлі змусив Симона розлучитись із Анікою та одружитись зі своєю сестрою. Місцеві вельможі зібрали військо, запропонувавши князю Мамії вбити Симона й самому зайняти царський престол. Гурієлі відмовився власноруч убити царя й дозволив їм зробити це. 1701 року найманці вбили Симона.